# Gambia az olimpiai játékokon
Gambia 1984-ben vett részt első alkalommal az olimpiai játékokon, és azóta minden nyári sportünnepen jelen volt, de még nem képviseltette magát a téli olimpiai játékokon.
Gambia egyetlen olimpikonja sem szerzett még érmet.
A Gambiai Nemzeti Olimpiai Bizottság 1972-ben alakult meg, a NOB 1976-ban vette fel tagjai közé.